# Dunbekmeeuw
De dunbekmeeuw (Chroicocephalus genei synoniem: Larus genei) is een zeevogel uit de familie Laridae. Tot voor kort werd de soort bij het geslacht Larus ingedeeld, maar aan de hand van onderzoek aan mitochondriaal DNA is gebleken dat dit niet correct is.

## Kenmerken
Het is een vrij kleine, witte meeuw met een roze gloed, die nog het meest lijkt op de kokmeeuw (Chroicocephalus ridibundus). Hij onderscheidt zich van de kokmeeuw door zijn lange, donkerrode snavel, witte kop (zowel in de zomer als in de winter) en lichte iris. De poten zijn ook donkerrood, maar die worden in de winter geelachtig.

## Verspreiding en leefgebied
Deze in groepen levende soort komt voor in Europa langs de Middellandse Zee, onder andere Frankrijk en het Iberisch Schiereiland, ook in Pakistan en India in kustwateren en riviermonden.
Ze overwinteren in Mauritanië, Senegal en Gambia.

### Voorkomen in Nederland
Op 5 en 6 mei 2006 is de soort voor het eerst waargenomen in Nederland. In totaal 7 exemplaren werden op drie verschillende locaties in het land ontdekt. Een van deze meeuwen droeg een kleurring die er op wees dat hij afkomstig was uit de Camargue, Frankrijk. Tussen 2007 en 2021 is er in totaal nog vijf keer een dunbekmeeuw waargenomen.

## Status
De totale wereldpopulatie is in 2015 geschat op 180.000 - 230.000 volwassen vogels, maar de trend is niet bekend.